# Dračí doupě II
Dračí doupě II (DrD II) je původní česká fantasy hra na hrdiny, kterou v roce 2011 vydalo nakladatelství ALTAR. Hra navazuje na hru Dračí doupě téhož nakladatelství, ovšem její množství nesourodých pravidel nahrazuje jednodušším a jednotnějším systémem.
Ke hře vyšly dvě doplňující příručky – v roce 2012 samostatný Bestiář a v roce 2013 rozšiřující kniha pravidel Hry mocných. V roce 2017 byla vydána druhá, přepracovaná verze pravidel. Zjednodušená pravidla, tzv. „Pirátská verze“, jsou nabízena ke stažení zdarma na webu vydavatele. Elektronická podoba plných pravidel je k dispozici za dobrovolný příspěvek na jejich další vývoj.

## Princip hry
Podobně jako v jiných hrách na hrdiny, i v Dračím doupěti II se jeden z hráčů ujme role Průvodce, který připraví zápletku či příběh. Ostatní poté hrají hlavní hrdiny tohoto příběhu. Průvodce popisuje hráčům, co jejich postavy vidí a co se děje kolem nich; hráči sdělují, co jejich postavy dělají.
Možnosti, o co se postavy mohou pokoušet, nejsou omezeny na činnosti popsané pravidly; hráči mohou vymyslet jakoukoli nápaditou akci. Hráči se pak společně dohodnou, do které z následujících kategorií tato akce spadá:
- automatická (například odhodit meč na zem) – úspěch bez házení
- možná (například zabít skřeta mečem) – vyhodnocuje se hodem na úspěch
- náročná nebo velmi náročná (například přeplavat rozbouřenou řeku) – před hodem na úspěch musí postava zaplatit 1-2 zdroje
- nemožná (například plavat nahý v lávě) – automatický neúspěch

Pokud je akce možná nebo náročná, o její úspěšnosti rozhodnou kostky.

## Odlišnost od jiných RPG her
Atmosféra Dračího doupěte II navazuje na duch jeho českých předchůdců. Prostředí, ve kterém se příběhy odehrávají, je inspirováno tzv. vesnickou fantasy a je o něco bližší realistickému pohledu na středověk (byť zde samozřejmě nechybí kouzla a nadpřirozené bytosti) než typické hry americké fantasy stavějící na bombastičnosti a velkoleposti.
Dračí doupě II na jednu stranu nepatří mezi minimalistické hry, jejichž příručky se vejdou na jednotky stránek, ale jádro jeho systému je velmi jednoduché a univerzální - prakticky všechny činnosti postav se vyhodnocují podle jednoho jednotného postupu. Příručka je koncipována tak, aby hráči mohli začít hrát s jednoduchým pravidlovým jádrem a až postupně zapojovat do hry další vrstvy pravidel, které hru dělají sice komplikovanější, ale bohatší (jako jsou například zvláštní schopnosti, manévry nebo magické dovednosti). Díky tomu jsou pravidla přístupná i pro začátečníky.
Díky jednotnému systému vyhodnocování je v DrD II možné kombinovat různé typy akcí a plynule přecházet mezi různými druhy scén, přičemž předchozí úspěchy a neúspěchy se vždy promítnou do dalších činností. Stopování v lese tak může plynule přejít do honičky na návsi, navázat vyjednáváním či zastrašováním před zraky vesničanů a skončit rvačkou ve vedlejší uličce.
Pravidla obecně nastavují jen málo bariér pro popisy činností postav, naopak hráče do velké míry podporují, aby vymýšleli a popisovaly různorodé akce, které budou reagovat na konkrétní situaci a prostředí. Zatímco v některých jiných RPG hráči často hlásí jen "seknu ho mečem" a hodnotu hodu nebo velikost bonusu, v Dračím doupěti jsou více motivováni vymýšlet, co přesně chtějí soupeři udělat a čeho tím chtějí dosáhnout. Díky tomu jsou konflikty na jednu stranu často delší než v některých jiných hrách, ale zároveň také barvitější a jedinečnější.
Systém nepracuje s přesným počítáním délky, váhy a času, vše hráči řeší odhadem a úsudkem. Proto také kouzla nemají počet trvání v kolech či hodinách; kouzlo trvá buď jedno kolo, nebo do nejbližšího soumraku/svítání, nebo do nejbližšího slunovratu /rovnodennosti.
Magie není pojata jako seznam konkrétních kouzel; postava ovládající například ohnivou magii dokáže seslat jakékoli ohnivé kouzlo, které splňuje několik základních omezení (rozsah nejvýše jako malá chýše a nemůže jím nikoho zabít, pokud nemá k tomu potřebnou zvláštní schopnost).

## Postava

### Rasa
Ve hře je pět ras (lidé, krollové, elfové, trpaslíci, hobiti) a ke každé z nich je vylíčen charakter a životní styl tří podras, například horští trpaslíci rozdělení na klany, hlubinní trpaslíci dolující kovy a osamocení trpaslíci žijící jako vyhnanci mezi jinými rasami.
Rasa postavy má jenom omezený vliv na její schopnosti nebo pravidla, která používá - pravidlově se projeví pouze tím, že postava se může naučit na počátku jednu z pěti rasových schopností. Například elfové volí mimo jiné mezi rychlejším léčením jizev na vlivu, nadáním k jednání se zvířaty a nadáním ke skrývání se v šeru. Tak jako mnoho jiných věcí ve hře by se rasa ale měla odrážet v příběhu, který hráči prožívají - v zázemí, chování a možnostech postavy (vyplývajících například z její velikosti a vzhledu) i třeba v tom, jak na ni budou reagovat jiné osoby, které potká.

### Povolání
Při postupu na vyšší úroveň si postava může zvýšit úroveň jednoho základního či pokročilého povolání a zároveň se naučit jednu z dvanácti zvláštních schopností tohoto povolání. Postava tedy může, časem dokonce musí, ovládat více povolání zároveň. Začínající postavy ovládají zpravidla dvě základní povolání, která postupně rozvíjejí, u pokročilejších je běžné, že mají tři až čtyři základní povolání (některá na vyšší úrovni, některá spíše jako doplňková) a jedno až tři pokročilá. Díky možnosti skládat svojí postavu z různých kombinací povolání a u nich si vybírat různé specializace, zůstávají jejich profily poměrně pestré a hráči je mohou přizpůsobit svým představám.
Aby odpadl složitý popis povolání ve stylu "Lovec na třetí úrovni má bonus +2 ke stopování, +4 ke skrývání v divočině a +1 k lukostřelbě", je povolání popsáno jako seznam činností; při vykonávání libovolné z nich si postava přičte k hodu bonus za svoje povolání. Každá postava se však může pokusit o činnost libovolného povolání (i povolání, které postava neovládá – ovšem bez bonusu), s výjimkou těch označených jako "vyhrazené".
Každé pokročilé povolání vychází ze dvou základních povolání; například pokročilé povolání hraničáře si může osvojit jen postava, která ovládá na dostatečné úrovni povolání bojovníka i lovce. V tabulce je velmi stručný výtah schopností podle prvního vydání z roku 2011:
| Základní povolání | | | | |           |
| | Bojovník | Lovec | Kejklíř | Mastičkář | Zaříkávač |
| Tělopěší boj zblízka proti lidem a zvířatům, síla Dušebojovnické znalosti (bájesloví, znalost výzbroje) Vlivsebedůvěra (chvástání, ostouzení, zastrašování) | Tělopěší střelba proti lidem a zvířatům, pohyb v divočině Dušelov, přežití v divočině (smysly, zálesáctví, orientace, skrývání) Vlivjednání se zvířaty, vedení zvířat | Tělopěší vrh proti lidem a zvířatům, akrobacie (šplh, běh, skoky a pády, jezdectví), triky a kejkle Dušepřežití ve městě (orientace a skrývání) Vlivovlivňování pocitů (předstírání, převleky, umění) | Těloodolnost a výdrž Dušeléčení lidského těla, lektvary a jedy (rozpoznávání, příprava, podávání, protijedy) Vlivjednání s lidmi (znalost lidí, přesvědčování, smlouvání)              | Dušeučenost (čtení a psaní, cizí jazyky, historie, okultní vědomosti, rozpoznání nadpřirozena), léčení lidské duše, vůle (psychická odolnost), rituální předměty (k ukládání zdrojů ke kouzlení), magické obrazce Vlivkletby a požehnání lidí a zvířat, jednání s nadpřirozenými bytostmi. |           |
| Pokročilá povolání Každé navazuje na dvě základní povolání                                                                                                  | | | | |           |
| | Bojovník | Lovec | Kejklíř | Mastičkář | Zaříkávač |
| Zaříkávač | Čaroděj | Druid | Mág | Alchymista |           |
| Zaříkávač | DušeVyhrazené: magie ohně, magie větru (vč. telekineze) | DušeVyhrazené: magie dřeva, magie kamene, magie vody | DušeVyhrazené: magie iluzí VlivVyhrazené: magie myšlenek (ovládání a přesvědčování), vliv v kouzelnictvu či duchovenstvu (získávání kontaktů a informací, nátlak skrze mocné spojence) | DušeAlchymistické znalosti (získávání magických surovin, rozpoznání elixírů a artefaktů…) Vyhrazené: výroba třaskavin, žíravin, plynů používání třaskavin, žíravin a plynů Vyhrazené: výroba a používání elixírů VlivVyhrazené: Umělý život (tvorba oživených)                             |           |
| Mastičkář | Vědmák | Šaman | Lupič | |           |
| Mastičkář | - boj proti nemrtvým, oživeným a běsům - Vyhrazené: znalost nemrtvých a vědmácká znamění proti nim (za cenu tělesných jizev)                                          | - omamné látky, léčení zvířat - Vyhrazené: hadačství (jako Theurg) za cenu duševních jizev, magie zvířat (telepatie aj.) za cenu vlivových jizev                                                      | - výroba a zneškodňování zámků a mechanických pastí, padělatelství - Vyhrazené: mistrovský šplh, výroba kontaktních jedů                                                               | |           |
| Kejklíř | Válečník | Zvěd | | |           |
| Kejklíř | - jízdní boj, kovářství, verbování a velení - Vyhrazené: vliv ve vyšší společnosti (získávání kontaktů a informací, nátlak skrze mocné spojence),                     | - jízdní střelba, šifrování, velení mimo boj, ovlivňování pověsti druhých - Vyhrazené: vliv v podsvětí (získávání kontaktů a informací v nižších vrstvách, pomoc od zločinců)                         | | |           |
| Lovec | Hraničář | | | |           |
| Lovec | - boj s netvory, výroba plavidel a palisád - Vyhrazené: znalost a krocení netvorů                                                                                     | | | |           |

V druhém vydání z roku 2017 došlo k drobným změnám v rozložení dovedností, část z nich byla přejmenována nebo přeskupena a řada z nich byla přesněji vymezena. Dílčích změn a zpřesnění svých možností a omezení doznaly i jednotlivé druhy magie. Následující tabulka obsahuje seznam dovedností podle druhého vydání z roku 2017:
| Základní povolání | Základní povolání | Základní povolání | Základní povolání | Základní povolání |
| Bojovník | Lovec | Kejklíř | Mastičkář | Zaříkávač |
| --- | --- | --- | --- | --- |
| Běžný boj zblízka (T) Síla (T) Bojovnické znalosti (D) Sebedůvěra (V) | Běžná střelba (T) Cestování (T) Orientace v divočině (D) Tábornictví (D) Lovecké znalosti (D) Ovlivňování zvířat (V)                 | Běžný vrh (T) Pohyblivost (T) Triky a kejkle (D) Orientace ve městě (D) Charisma (V) Převleky a předstírání (V) Umění (V)                                                                              | Odolnost a výdrž (T) Ošetřování lidského těla (D) Masti a běžné jedy (D) Znalost lidí (D) Vyjednávání s lidmi (V)                                                                     | Učenost (D) Znalost nadpřirozena (D) Ošetřování lidské duše (D) Vůle (D) Zaříkání (V) Vyjednávání s nadpřirozenem (V)                      |
| Pokročilá povolání | | | | |
| Válečník | Šaman | Lupič | Vědmák | Čaroděj |
| Bojovník + Kejklíř Jízdní boj zblízka (T) Kovářství (T) Válečnické znalosti (D) Jednání s vyšší společností (V) *Působení ve vyšší společnosti (V) Vedení lidí v boji (V) | Lovec + Mastičkář *Výroba omamných látek a odvarů (D) Podávání omamných látek (D) *Hadačství (D) Léčení zvířat (D) *Magie zvířat (V) | Kejklíř + Mastičkář *Vzdušná akrobacie (T) Mechanismy (D) Padělatelství (D) *Výroba kontaktních jedů (D) Použití kontaktních jedů (D) *Nektary (D) Působení mezi mešťany a sedláky (V)                 | Mastičkář + Bojovník Boj zblízka proti neživým (T) Vědmácké znalosti (D) *Znamení (V) *Ovlivňování neživých (V)                                                                       | Zaříkávač + Bojovník *Magie ohně (D) *Magie větru (D)                                                                                      |
| Hraničář | Druid | Zvěd | Alchymista | Mág |
| Bojovník + Lovec Boj proti netvorům (T) Hraničářské znalosti (D) Tesařina (D) Ovlivňování netvorů (V) *Vedení primitivních netvorů (V)                                    | Lovec + Zaříkávač *Magie kamene (D) *Magie vody (D) *Magie dřeva (D)                                                                 | Kejklíř + Lovec Boj zdálky ze sedla i kozlíku (T) Kočáry a koráby (D) *Utajování informací (D) Jednání s podsvětím (V) *Působení v podsvětí (V) Vedení lidí mimo boj (V) Obnovování lidského vlivu (V) | Mastičkář + Zaříkávač Alchymistické znalosti (D) *Výroba třaskavin, žíravin a plynných jedů (D) Používání třaskavin, žíravin a plynných jedů (D) *Výroba elixírů (D) *Umělý život (V) | Zaříkávač + Kejklíř *Magie iluzí (D) *Magie mysli (V) Jednání s duchovenstvem a vzdělanci (V) *Působení mezi duchovenstvem a vzdělanci (V) |

* =vyhrazené dovednosti

### Zvláštní schopnosti
Zvláštní schopnosti se vztahují buď k určité rase nebo povolání a jsou několika druhů:
- Schopnosti udělující k některé činnosti jednu ze tří specializací (zběhlost, nadání, mistrovství) usnadňující používání manévrů: Příklad u kejklíře: Psí oči: Postava je zběhlá (základní manévry zdarma) v Charismatu a Převlecích a předstírání.
- Obsahové pravomoci umožňující hráčům zasahovat do příběhu a určovat vlastnosti prostředí, v němž se odehrává. Příklad u alchymisty: Hračička: Hráč může kdykoliv určit, že postava má u sebe malý, dokonale nepraktický, ale zároveň fascinující vynález. (Aktivace 1 Duše)
- Schopnosti propůjčující postavě neobvyklý smysl. Příklad u trpaslíka: Noční oči: Postava s tímto neobvyklým smyslem dokáže vidět ve tmě.
- Schopnosti udělující nějaký jiný druh zvláštního bonusu. Příklad u bojovníka: Pádný úder: Proti tělesným útokům postavy poskytují zbroje o 1 menší slevu na vyčerpání.

Za použití (aktivaci) některých zvláštních schopností se platí zdroji.

## Základní pravidla

### Zdroje
Místo životů a many a vlastností obvyklých v RPG hrách (síla, obratnost, odolnost, inteligence, charisma, vůle, …) má každá postava nějaký počet zdrojů těla, duše a vlivu; úbytek zdrojů představuje tělesné či duševní zranění a vyčerpání; u vlivových zdrojů například zesměšnění a nízké sebevědomí.
Odpočinkem lze doplnit zdroje na maximální výši, která se nazývá hranice, obvykle je mezi 3 a 8. Například bojovník si obvykle zvolí vysokou hranici těla (a případně vlivu pro zastrašování nepřátel) na úkor duše. Hráč při tvorbě postavy mezi tyto hranice libovolně rozdělí 15 bodů; navíc při úrovňovém postupu může místo úrovně povolání zvýšit některou hranici.
Jeden zdroj si postava může doplnit, kdykoli se zachová podle svého význačného povahového rysu (příklad: kdykoliv postava někoho obelže v dostatečně vážné věci na to, aby si tím sama způsobila problémy). Za nápaditou hru může Průvodce přidělit výhodu ve výši několika zdrojů, které může postava využít do konce konfliktu.

### Úspěch akce
Pokud se postava o cokoli pokouší, ke zjištění úspěchu se používá pravidlo o zkoušce nebo střetu: hráč hodí dvěma kostkami a k výsledku (2 až 12) přičte úroveň toho svého povolání, pod které spadá prováděná činnost. Pro úspěch potřebuje hodit:
- více než soupeř, pokud se k vyhodnocení použije střet, tj. pokud postavě v akci brání nějaká bytost řízená Průvodcem nebo jiným hráčem (například uhnutí před skřetovým šípem, boj mečem, vyjednávání)
- alespoň devět, pokud se jedná o zkoušku, tj. když postavě v provedení akce brání jen prostředí nebo její vlastní nešikovnost (šplh na skálu, přeplavání řeky, výroba lektvaru...). Podobným způsobem se hází na výzvu, pokud postava čelí akci prostředí (například uhnutí před šipkovou pastí) nebo je překvapena soupeřem, o kterém nevěděla.

Pravidla pro konflikt popisují hod na iniciativu a určují, jak se vyhodnocuje několik současně prováděných akcí (např. v bitvách) včetně případu, kdy se jedné akci pokouší protiakcí zabránit nějaký tvor nebo i několik bytostí současně.
Postava, která prohraje, může dosáhnout úspěchu ve zkoušce nebo nerozhodného stavu (remízy) při střetu za cenu vyčerpání, tj. utracení daného počtu zdrojů, jehož výše se nazývá ohrožení postavy a během konfliktu se může měnit: akce typu boj zbraní či kouzlení se často pravidlově projeví právě změnou ohrožení o 1, stejně jako argumenty postav během vyjednávání. Od 2. vydání z roku 2017 zároveň vyčerpání postavy kromě ztráty několika zdrojů způsobí postavě i nějakou komplikaci, kterou může navrhnout sám její hráč a která se projeví dalším zvýšením ohrožení.
V krajní situaci může hráč získat zdroje tím, že postavě udělí jizvu; ta se léčí dny až týdny a hráč musí popsat, jak postavu omezuje v dobrodružství (např. zraněná noha jí brání v běhu).
Příklad: Skřet útočí akcí "zaženu jej mečem do kouta (a tím mu zvýším ohrožení o 1)" na mága, který má ohrožení 2. Mág se pokusí mu v tom zabránit protiakcí "ovládnutí skřetovy mysli", ale neuspěje ve střetu (kostky + skřetova dovednost s mečem dají vyšší číslo než kostky + mágova úroveň v magii myšlenek). Hráč mága se musí rozhodnout, zda přijme skřetovo vítězství a nechá se zahnat do kouta, nebo zda zaplatí dva zdroje Těla a popíše své vyčerpání třeba jako "než abych se nechal zahnat do kouta, raději jsem se prosmýkl kolem skřeta do středu místnosti - po cestě jsem ale dostal pěknou ránu do ramene a teď jsou nepřátelé všude kolem mě". V obou případech se mu zvýší ohrožení, o 1, takže při dalším neúspěchu už ho vyčerpání bude stát tři zdroje, v této situaci se tedy zdá pro hráče výhodnější vzácné zdroje šetřit, porážku přijmout a nechat svou postavu skřípnout v rohu místnosti.
V dalším kole získá iniciativu mág a pokusí se prchnout; skřet se jej protiakcí snaží usmrtit. Mág opět prohraje ve střetu, ale nemá již dost zdrojů. Proto hráč odvrátí smrt postavy za zdroje z jizvy – prohlásí, že mág zachytil smrtící ránu rukou a utrpěl tím jizvu (ránu, která se bude dlouho hojit), ale zůstal naživu.

### Manévry
Používání manévrů je volitelné rozšíření, které není ke hře nutné: aby měli hráči dilemata, jakou taktiku zvolit k vítězství, mohou při svých akcích používat pět manévrů; jejich provedení stojí 1 zdroj a lze použít jen jeden manévr během akce:
- manévr přesně umožní hráči házet na úspěch akce třemi kostkami místo dvou a počítat dvě nejvyšší
- manévr mocně způsobí, že soupeř musí vyčerpat o jeden zdroj více, aby akci odvrátil
- manévr lstivě zvýší dopad akce: soupeři se změní ohrožení o 2 místo o 1
- manévr rozsáhle umožní provést akci, jejímž cílem je více než jedna bytost
- manévr obrana umožní postavě po provedení akce reagovat na další útok vedený na ni v tomtéž kole.

Obdobně jako manévry fungují i přístupy rychle a pomalu, které umožní postavě hodit si třemi kostkami na iniciativu a vybrat si dvě vyšší (rychle) nebo nižší (pomalu). Díky tomu může hráč ovlivnit, jestli bude jeho postava v konfliktu spíše proaktivní (a může více nasměrovat jeho další směřování, ale hrozí jí větší odpor nepřátel) nebo defenzivní (díky čemuž může lépe reagovat na akce soupeřů a chránit nejen sebe, ale i své spolubojovníky).
Skrze zvláštní schopnosti může postava získat k některým činnostem tyto specializace:
- Nadání – postava smí během akce provést dva manévry
- Zběhlost – postava smí během akce provést zdarma jeden manévr přesně, mocně nebo lstivě
- Bravura – manévry mocně a lstivě mají dvojnásobný účinek; za manévry rychle a přesně smí hráč ohlásit až poté, co hodí kostkou (v předchozí edici označeno jako Mistrovství).

### Předměty a peníze
Základní peněžní jednotkou je jeden groš, který odpovídá jednomu noclehu se stravou. Za groše je kromě vybavení možno nakupovat i suroviny, které se používají například k výrobě pastí, lektvarů nebo magických obrazců.
Běžné předměty činí z nemožných či náročných činností možné (například žebřík u lezení na hradby), kvalitní předměty navíc poskytují slevu na vyčerpání, je-li předmět využíván v souladu se svým účelem (například šperhák u otvírání zámku, ale ne u vykrytí úderu).
Zbroj dává slevu 1 až 2 k vyčerpání v boji, ale postava musí zaplatit 0 až 2 zdrojů, pokud ve zbroji kouzlí, běží, plave apod.

### Pomocníci
Pravidla pro nejrůznější pomocníky (cvičený pes, najatý zbrojnoš, oživený golem nebo zlodějská síť) jsou řešena jednotně: míra oddanosti se nazývá pouto a představuje zásobu zdrojů, které pomocník může využít při konfliktech (pouto tedy vyjadřuje ochotu pomocníka se pro pána nasadit). Tuto zásobu je možno obnovit (maximálně však do výše pouta) o jeden zdroj buď dobrým zacházením s pomocníkem, nebo tzv. platbou, jejíž výše u slabých pomocníků může být například jeden groš, nebo jizva postavy pána. Zvýšení pouta o 1 pak stojí pětinásobek platby.
Jeden zdroj je možné (tam, kde to lze realisticky zdůvodnit) získat udělením jizvy předmětu (posune se na stupnici kvalitní → běžný → nepoužitelný a lze jej opravit za 5 grošů) nebo jizvy poutu (poté se o 1 sníží nikoli zásoba zdrojů, ale hodnota pouta).

## Změny ve 2. vydání
Revidované vydání z roku 2017 přineslo několik změn v pravidlech DrD II. Oproti prvnímu vydání dále sjednotilo a zjednodušilo základní mechaniku (vypuštěním speciálních pravidel pro překvapení nebo nástrahy), dílčích změn doznaly i jednotlivá povolání a dovednosti, včetně magických. Zřejmě nejvýraznější změnou oproti prvnímu vydání je, že "vyčerpání (nově) zvyšuje ohrožení".
Kromě zásahů do pravidel samotných se podstatné změny dočkala i forma celé příručky. Velká část knihy byla zcela přepsána tak, aby pravidla byla srozumitelnější, obsahovala více příkladů a nejprve byla vysvětleny základní koncepty, se kterými hráči mohou začít hrát aniž by hráli dále, a až poté pokročilejší pravidla, která pro první hru nejsou nutná.

## Odlehčená „Pirátská verze“
Altar vydal ke stažení zdarma dvacetistránkovou odlehčenou verzi pravidel zvanou „Pirátská verze“, která je plně hratelná; obsahuje jen tři povolání, vypouští pravidla pro manévry, magii, zvláštní schopnosti i další pravidla, která nejsou nezbytná.